# 卡贝苏杜什
卡贝苏杜什是葡萄牙布拉加区的一个堂区。总面积3.2平方公里，总人口1472人，人口密度460人/平方公里。